# Comunitat de comunes Vexin-Val de Seine
La Comunitat de comunes Vexin-Val de Seine (oficialment: Communauté de communes Vexin-Val de Seine) és una Comunitat de comunes del departament de la Val-d'Oise, a la regió de l'Illa de França.
Creada al 2005, està formada per 26 municipis i la seu es troba a Magny-en-Vexin.

## Municipis
1. Aincourt
2. Ambleville
3. Amenucourt
4. Arthies
5. Banthelu
6. Bray-et-Lû
7. Buhy
8. La Chapelle-en-Vexin
9. Charmont
10. Chaussy
11. Chérence
12. Genainville
13. Haute-Isle
14. Hodent
15. Magny-en-Vexin
16. Maudétour-en-Vexin
17. Montreuil-sur-Epte
18. Omerville
19. La Roche-Guyon
20. Saint-Clair-sur-Epte
21. Saint-Cyr-en-Arthies
22. Saint-Gervais
23. Vétheuil
24. Vienne-en-Arthies
25. Villers-en-Arthies
26. Wy-dit-Joli-Village